# Битва на Юмере
Битва на Юмере (эст. Ümera lahing), Битва на Юмаре (латыш. Kauja pie Jumaras) или Битва на Имере (латыш. Kauja pie Imeras) — вооружённый конфликт между Орденом меченосцев и эстами. Как писал Генрих Латвийский, битва проходила на юге Валмиеры, в современной Латвии, на Юмаре (на эстонском — Юмера) — притоке реки Гауя, в августе или сентябре 1210 года во время Ливонского крестового похода против эстонских язычников. В этой битве ливонские войска были разгромлены эстами.

## Предыстория
Первое нападение немцев на эстов произошло в городе Отепя в 1208 году при поддержке ливов и латгалов, где был сожжен местный замок. За этим наступлением последовало эстонское наступление на Толову и немецкое наступление на Сакалу.
Согласно Хронике Ливонии, в 1210 году немцы снова напали на Отепю, а затем эсты отправились в военную экспедицию против вендов и их крепость Кесь. Эсты осадили местный замок, но они отступили, когда услышали, что осажденные получают подкрепление от войск Каупо. Эсты отступили, и когда прибыли войска Каупо, они и гарнизон замка двинулись вслед за эстами.

## Ход битвы

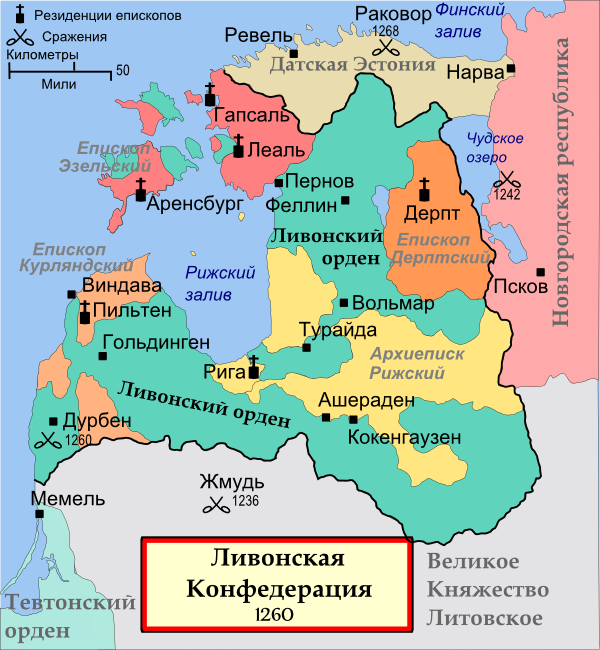
Река Юмара (Юмера) находится около города Валмиера (Вольмар)

Согласно Хронике Ливонии, силы немцев-крестоносцев перегруппировались так, что они утвердились в качестве авангарда. Затем они двинулись к Юмаре, где в близлежащих лесах укрывались эсты. Эсты атаковали немцев, и в последовавшем сражении, согласно Хронике Ливонии, пали, в числе прочих, сын Каупо Бертольд и зять Ване, а также некоторые из рыцарей. Упоминалось, что епископы Вихман и Альдер были тяжело ранены. Ливы, которые были немецким арьергардом, бежали, а примерно 20 оставшихся немцев отступили к Гауе. Во время отступления был также убит рыцарь Рудольф, чье тело, однако, было спасено фризским рыцарем по имени Вигбольд. Также известно, что эсты захватили около 100 ливов и латгалов. Как писал Генрих Латвийский в своей хронике, эсты пытали своих пленников, сжигая их заживо и делая кресты на их спинах мечами.

## Последствия
Победа над меченосцами стала для эстов огромным моральным стимулом. Сообщение об этом подвиге было разослано во все уезды Эстонии с обещанием: «одно сердце и одна душа против имени христианского». Как писалось в Хроники Ливонии, эсты послали гонцов во все части Эстонии, чтобы сообщить о победе и посмеяться над христианами. В действительности весть о победе едва ли распространилась так широко. Победа, одержанная эстами, не помешала дальнейшим немецким атакам на Эстонию вскоре после битвы.
Битва при Юмере упоминается в 1934 году в книге Майта Метсанурка.